# Рамзай (станция)
Рамза́й — железнодорожная станция Куйбышевской железной дороги на линии Пенза — Ряжск (линия неэлектрифицирована), расположена в Мокшанском районе Пензенской области, в 24 км от  Пензы. Через станцию осуществляются пригородные перевозки пассажиров на Пачелму, Пензу.

## История
Открыта как станция Сызранско-Вяземской железной дороги в 1874 году.

## Деятельность
- Продажа  билетов  на  все  пассажирские  поезда. Приём и выдача багажа не производятся.[3]